# La Foire aux immortels
La Foire aux immortels est une bande dessinée française de science-fiction écrite et dessinée par Enki Bilal, parue en juillet 1980. Elle constitue le premier tome de La Trilogie Nikopol, qui est suivi de La Femme piège (1986) et de Froid Équateur (1993).
Dans ce premier tome, sont posées les bases de l'univers étrange créé par Bilal pour cette série.
La Foire aux immortels a été considérée comme l'une des bandes dessinées de science-fiction les plus originales qui ont révolutionné les conventions du genre. En 2004, Bilal réalise l'adaptation cinématographique de la BD avec le film Immortel, ad vitam, bien que de nombreux éléments de l'intrigue aient été modifiés par rapport à la source originale.

## Résumé
La Foire aux immortels raconte l'histoire d'Alcide Nikopol, un prisonnier qui a passé trente ans en hibernation dans l'espace, oublié de tous, dans une capsule spatiale cryogénique pénitentiaire, quand celui-ci fait son retour sur Terre à la suite d'une panne de sa capsule, s'écrasant à Paris en 2023. Nikopol avait été condamné à la fin du XXe siècle pour désertion.
En 2023, Paris est devenue une ville autonome dirigée par le régime fasciste du dictateur Jean-Ferdinand Choublanc. La capitale est divisée en deux arrondissements : le centre, réservé à la caste des privilégiés qui soutiennent le régime du dictateur, tandis que la banlieue regroupe le reste du peuple, composé d'êtres dégénérés (et d'extraterrestres) laissés-pour-compte.
Alors qu'une parodie d'élection est sur le point de reconduire le gouvernement de Choublanc à Paris, un vaisseau spatial en forme de pyramide, appartenant aux antiques dieux égyptiens, se tient en vol stationnaire au-dessus de la capitale. Ayant besoin de carburant pour faire repartir leur vaisseau, les dieux égyptiens attendent le résultat de leur négociation avec Choublanc, le dictateur demandant l'immortalité en échange de son aide, ce que les dieux refusent.
Le dieu Horus, qui a déserté le conseil divin après sa mise en minorité par son rival Anubis, entre en contact avec le corps congelé de Nikopol dont la capsule vient de s'écraser dans une station du métro parisien. Récupérant Nikopol en mauvais état (une de ses jambes cryogénisée s’est brisée au cours de l'atterrissage), Horus décide, après l'avoir réveillé et obtenu son accord, d'utiliser Nikopol pour s'emparer du pouvoir politique à Paris et, ainsi, prendre sa revanche sur Anubis. Pour pallier sa jambe manquante, Horus greffe à Nikopol une jambe d'acier en se servant d'un morceau de rail du métro. Puis, il fusionne avec son corps pour passer inaperçu parmi la population.
Peu après, le duo pénètre dans le Palais des sports de la capitale où se joue une rencontre officielle amicale de hockey sur glace entre une équipe soviétique et celle de Paris. Horus se sert de Nikopol pour infiltrer l'équipe soviétique et remplacer un joueur. Puis, il se fait remarquer lorsqu'il humilie l'équipe parisienne locale. Au terme de la rencontre, Nikopol/Horus, sous l'identité du joueur de hockey, demande l'asile politique à Choublanc. Ce dernier, qui a déjoué une tentative d'attentat pendant la partie, profite de l'occasion et accepte ce joueur soviétique dissident, projetant de s'en servir pour redorer son blason en vue des prochaines élections. Mais les dieux égyptiens, ayant assisté à la retransmission télévisée du match à bord de leur vaisseau, subodorent une ruse d'Horus ; ils récupèrent le robot gardien de la capsule de Nikopol (l’androïde nommé XB2) qui s'était échoué sur leur vaisseau, décidant de l'utiliser à leur profit.
Nikopol n'est pas dupe des intentions d'Horus, qui ne fait que l'utiliser pour son propre compte. Mais le dieu égyptien promet à Nikopol qu'il le laissera diriger les affaires humaines à Paris comme bon lui semble, n'étant intéressé que par la mainmise des affaires divines. Nikopol/Horus profite ensuite d'une réception parisienne officielle pour manipuler l'esprit de Choublanc et le faire démissionner de son mandat, le dictateur (sous l'influence d'Horus) offrant à Nikopol de le soutenir pour les prochaines élections.
Lors de la cérémonie de présentation des candidats à l’élection parisienne, Nikopol se rend compte que le comité de sélection a retenu deux autres adversaires : Aurélien Burnoldz-Mortier (l'ancien chambellan de Choublanc) et l’androïde XB2 (maintenant secrètement passé sous le contrôle d’Anubis et des autres dieux).
Le soir venu, Horus, rendu méfiant par l'aura d'impénétrabilité de l'androïde quand il l'a sondé au cours de la cérémonie, décide d'aller tuer les deux autres participants à l'élection. Mais ce faisant, il laisse Nikopol seul et sans protection. Peu après, celui-ci se fait tuer par un insecte géant, un tueur envoyé par Burnoldz-Mortier. Nikopol est cependant sauvé par l'intervention des autres dieux Égyptiens qui arrivent immédiatement après sa mort, car ceux-ci ont découvert sa symbiose avec le dieu déserteur. Pendant ce temps, Horus tue Burnoldz-Mortier, puis va pour éliminer l'androïde XB2. Mais, s'apercevant que le robot a déjà été détruit, il comprend son erreur et part rejoindre Nikopol. Il le retrouve ressuscité et devenu fou, entouré d'Anubis et des autres dieux égyptiens. Horus est alors capturé et condamné à être emprisonné à l'intérieur de la pierre constituant la pyramide des dieux. Peu après, le vaisseau quitte définitivement le ciel de Paris. Horus a été contraint d'accepter l'emprisonnement divin, tandis que son compagnon Nikopol dirigera le nouveau cours politique à Paris, la mort des autres candidats ayant précipité la fin du régime Choublanquiste par une révolte populaire.
Le nouveau Paris libéré connaît un changement politique sans précédent : les femmes, qui étaient auparavant condamnées à la prison et destinées uniquement à la reproduction, sont libres et, bien que lentement, les écarts entre les deux arrondissements de la ville sont comblés. Mais les révolutionnaires qui ont remplacé le pouvoir dictatorial à Paris savent que, désormais, sans le « Camarade Nikopol » pour leur servir de symbole, leur pouvoir restera fragilisé.
C'est alors qu’apparaît Alcide Nikopol Junior, le fils de celui-ci qui cherchait vainement à voir son père. Alcide Junior se révèle être son parfait sosie (ayant le même âge que son père en raison des trente ans d'emprisonnement en hibernation de Nikopol). Il accepte alors de jouer le rôle de son père, pendant que celui-ci est interné dans un asile discret, ne s'exprimant plus qu'en récitant des poèmes de Baudelaire.

## Inspiration
Enki Bilal, pour dessiner son protagoniste principal Alcide Nikopol, s'est inspiré des traits de l'acteur Bruno Ganz.

## Adaptations
- Immortel, ad vitam (2004), film réalisé par Enki Bilal.
- L'album a également bénéficié en 2008 d'une adaptation en jeu vidéo, Nikopol : La Foire aux immortels par le studio White Birds Productions. Basé sur l'histoire de la bande dessinée, le jeu oriente sa narration au travers de la vision du fils de Nikopol, Alcide Junior.